# Adolf Hůlka
Adolf Hůlka (11. září 1891 Brno – 10. května 1943 Věznice Plötzensee) byl československý legionář, důstojník a odbojář z období druhé světové války popravený nacisty.

## Život

### Mládí a první světová válka
Adolf Hůlka se narodil 11. září v Brně Janovi Hůlkovi a Anně rozené Robotkové. V roce 1910 maturoval v Brně na Prvním českém gymnáziu, poté studoval na Právnické fakultě Univerzity Karlovy. V roce 1915 krátce pracoval na starostenském úřadě v Králově Poli, poté narukoval do c. a k. armády, aby bojoval na ruské frontě. Dne 22. září 1915 padl u Lucku v hodnosti desátníka do zajetí, v únoru 1916 podal v Carycinu přihlášku do Československých legií. Mezi květnem a srpnem 1916 byl zařazen do 1. srbské dobrovolnické divize, poté se vrátil zpět do Ruska. Zde mimo jiné bojoval v bitvě u Zborova, absolvoval Sibiřskou anabázi nebo působil jako předseda plukovního soudu. Působení v legiích ukončil v hodnosti poručíka.

### Mezi světovými válkami
Po návratu do Československa pokračoval Adolf Hůlka ve službě v armádě. Od září 1920 u posádkového velitelství v Brně, od roku 1923 jako velitel roty tamtéž, od 1927 jako velitel roty akademiků na Vojenské akademii v Hranicích, od roku 1932 u pěšího pluku v Písku a od roku 1935 na postu přednosty výcvikové skupiny na Ministerstvu národní obrany. Byl aktivním letcem, za ministerstvo národní obrany byl členem správní rady Zbrojovky Brno, byl členem redakční rady Vojenských rozhledů, psal do brněnských Národních novin.

### Protinacistický odboj
Po německé okupaci byl Adolf Hůlka dán 15. března 1939 do výslužby. Odmítl nabídku odejít do zahraničí a vstoupil do protinacistického odboje v řadách Obrany národa. Stal se velitelem oblasti benešovska, odpovídal též za spojení s Moravou, kde byl ve spojení s Václavem Lysákem. Za svou činnost byl 16. prosince 1939 zatčen gestapem. Vězněn byl v Praze a Terezíně, v soudu se skupinou Františka Kraváka byl 20. ledna 1943 odsouzen k trestu smrti a 10. května 1943 popraven gilotinou ve berlínské věznici Plötzensee.

## Posmrtná ocenění
- Adolf Hůlka obdržel in memoriam Československý válečný kříž 1939
- Adolf Hůlka obdržel in memoriam Zborovskou pamětní medaili
- Adolf Hůlka byl in memoriam povýšen do hodnosti brigádního generála

## Rodina
Adolf Hůlka měl sestru Marii a bratra Leopolda, který během první světové války rovněž padl do ruského zajetí, zemřel ale v roce 1916 v zajateckém táboře v oblasti Kazaně. V roce 1915 se Adolf Hůlka oženil s Cecilií Křivánkovou. Manželům se v roce 1920 narodil syn Jiří, který se zúčastnil Slovenského národního povstání, padl zde do zajetí a v září 1944 byl rovněž popraven Němci.